# 조비너 하우랜드

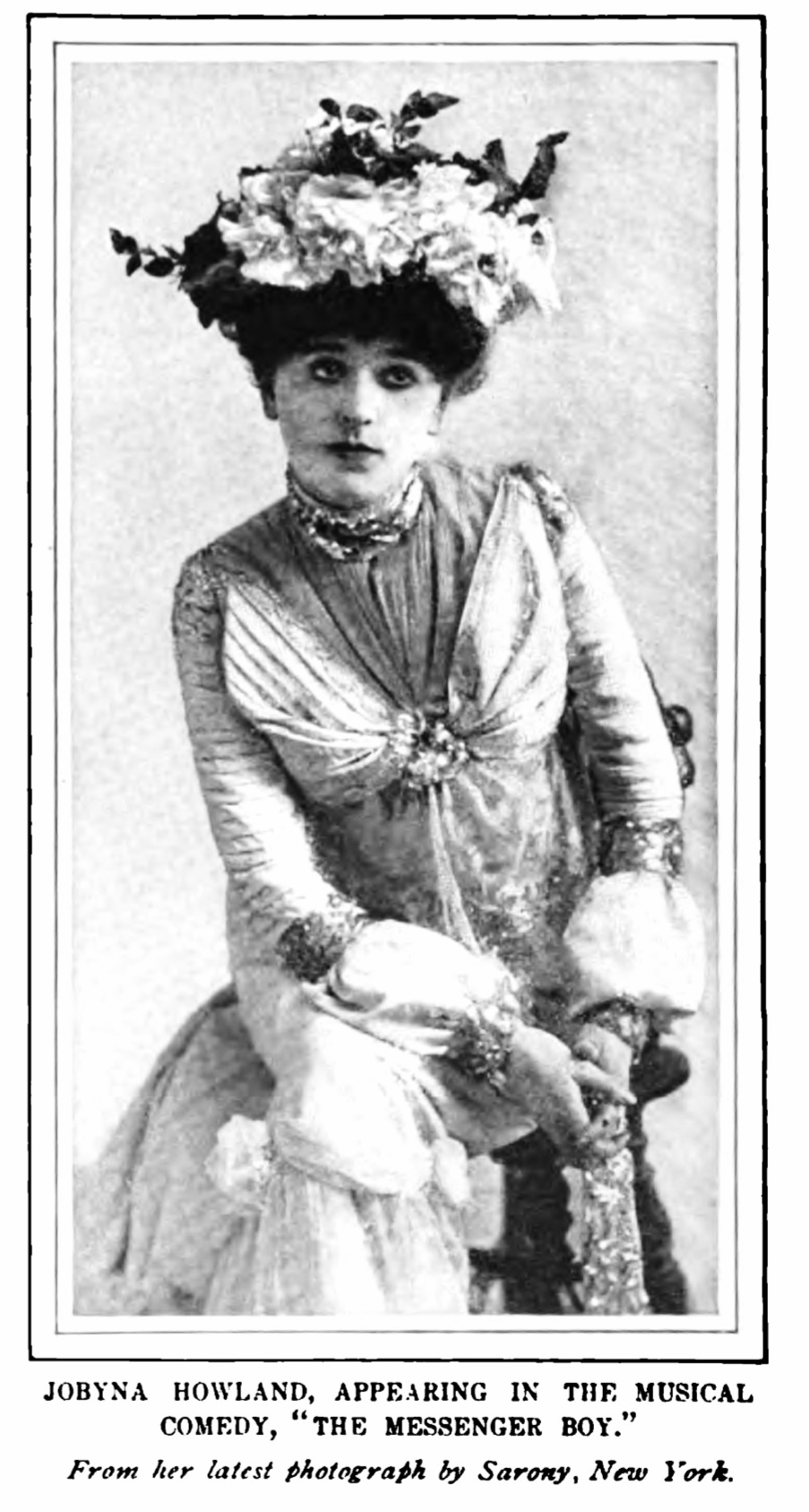

조비너 하우랜드(Jobyna Howland, 1880년 3월 31일 ~ 1936년 6월 7일)는 미국의 배우, 연극 배우, 영화배우이다.
인디애나폴리스에서 태어났으며 로스앤젤레스에서 사망하였다. 포리스트 론 메모리얼 파크에 매장되었다.

## 영화
- 빅 시티 블루스 (1932년)
- 딕시아나 (1930년)
- 뻐꾸기 (1930년)
- 어 레이디스 모랄스 (1930년)